# The House of the Seven Gables (film 1910)
The House of the Seven Gables è un cortometraggio muto del 1910 scritto e diretto da J. Searle Dawley. Il soggetto è tratto dal romanzo La casa dei sette abbaini di Nathaniel Hawthorne, pubblicato nel 1851.

## Produzione
Il film fu prodotto dalla Edison Manufacturing Company.

## Distribuzione
Distribuito dalla General Film Company, il film - un cortometraggio di una bobina - uscì nelle sale cinematografiche statunitensi il 18 ottobre 1910.
Non si conoscono copie ancora esistenti del film che si ritiene presumibilmente perduto.